# Siguanaba
La Siguanaba (Millie) (del quiché: siguanꞌwanaꞌbꞌa ‘hermana espectral del abismo’‘siguan, ‘barranco’, wanaꞌ, ‘hermana’; y bꞌa, ‘espectro’)  es un espectro del folclor iberoamericano que, según la tradición, es una atractiva mujer desnuda o semidesnuda, pero con el rostro oculto.
La Siguanaba se hace seguir por los hombres y luego de una larga persecución, los pierde en algún barranco. No muestra la cara, pero lo hace cuando ya se ha “ganado” al hombre quien se perturba al ver que es de caballo. Cuando los hombres se le acercan, la fantasmagórica mujer les muestra su faz, que resulta ser la de un caballo (o calavera en algunas variantes), por lo que termina enfermándolos, enloqueciéndolos o matándolos del susto.
Se cree que el mito pudo haber sido introducido en el Nuevo Mundo por los españoles durante el período colonial, quienes lo habrían usado para ejercer control sobre las poblaciones indígenas y mestizas de la región.

## Origen de la leyenda
Aunque el origen de este ser podría ser un misterio, realmente tiene sus orígenes en la época prehispánica en específicamente Guatemala (aunque está combinado con elementos hispánicos por el tema del caballo). Posiblemente, puede tener sus orígenes en la región k'iche ya que el nombre está en mismo idioma y sus variantes vienen de este nombre, o en la región Huasteca que está en la costa del golfo de México. En general, los huastecos eran un pueblo rico en folclor e imaginación mítica para crear diosas de la fertilidad y de la lujuria, con gran prevalencia de cultos fálicos y de deidades conectadas a la vida sexual. Una de sus diosas era Cihuacóatl, la cual representaba a la fecunda Madre Tierra y era conocida por muchos nombres, y su culto se originó en la Huasteca de Veracruz. 
En la mitología mesoamericana, la diosa Cihuacóatl siempre daba gemelos y protegía a las mujeres al dar a luz para salvarlas de la muerte. 
Además, el mito también tiene sus orígenes en varias mitologías de Mesoamérica. En la mitología azteca, por ejemplo, se menciona sobre las Cihuateteo, que son espíritus femeninos encarnados, como sus contrapartes masculinos Macuiltonaleque, que se decía regresaban a la tierra en ciertos días después de cumplir sus cuatro años de servicios al Dios Sol Tonatiuh en el Tonatiuhichan; como almas de las mujeres nobles muertas al dar a luz, a las Cihuateteo, se las honraba como guerreras caídas por perder la vida al dar a luz como a los hombres guerreros muertos en batalla. Se creía que bajaban a la tierra y causaban travesuras especialmente peligrosas. Así, volvían al mundo de los vivos para cazar al acecho por las noches a los viajeros en los cruces de caminos, así como para encantar templos y enfermar a niños y jóvenes. Las Cihuateteo eran representadas como pálidos esqueletos de blancas calaveras con garras de águila en vez de manos y vestidos decorados con tibias cruzadas.
De aquí, pues, deriva la creencia nicaragüense de que existen varias siguanabas (o ceguas, como se les conoce popularmente). Y de hecho, el término «cegua», que se utiliza para dedominar a este espectro en Costa Rica y Nicaragua, viene de ahí, de «cihuateteo». Se cree también que el término cegua también es una contracción de ceguanaba. De igual forma, los pueblos nahuas, como los mexicas, los nicaraos y los mismos nicoyas, tenían su propia versión de este ser. Es posible que los chorotegas trajesen la creencia en este fantasma cuando arribaron a Guanacaste en el año 800 d. C., pues en su migración desde el Valle de México tuvieron contacto con muchos pueblos que compartían esta creencia.
Igualmente, tiene su origen en algunos seres o deidades prehispánicas como la Matlazihua, entre los zapotecos, la Metztli, entre los mesoamericanos; Cihuacóatl, entre los mexicas; la Tishanila, entre el pueblo chiapaneco; y la Xtabay, entre los mayas lacondones. Siempre se la identifica con el inframundo, la muerte, el pecado y la lujuria. En el caso de Xtabay (o Xtabal), este ente femenino lacandón se identifica como un espíritu malo con la forma de una hermosa mujer cuya espalda tiene forma de árbol hueco. Al inducir a los hombres a abrazarla, los vuelve locos y los mata. Por otro lado, la Xtabay está asociada con la supuesta diosa del suicidio, X-Tab, esposa del dios de la muerte, Chamer o Ah Puch, en la mitología maya moderna. Es comúnmente representada como un cadáver parcialmente descompuesto con los ojos cerrados, colgando de un árbol. La Tishanila, de igual forma, era considerada como una deidad maligna chiapaneca que se aparecía en los caminos solitarios a los viajeros que encontraba solos, de Nila (camino).
La Matlazihua, en tanto, era una deidad de la muerte (relacionada, a veces, con el inframundo), que, según los zapotecos, destruyó a un millón de indígenas porque según ella tenía el plan de volver a comenzar con la creación del mundo, también se encargaba de llevar a las almas al Mictlán (el infierno mesoamericano de los nahuas); era llamada en ese entonces Mictecacíhuatl, y era esposa de Mictlantecutli, el Señor de los Muertos. 
Metztli, en la mitología mexica, resignaba al dios que se convirtió en la diosa de la luna. En las culturas nativas de América las deidades nativas eran asociadas a elementos del entorno. La imagen de la deidad superior era representada, en algunas ocasiones, por el sol; y la figura femenina, por la luna. La relación de los nombres no es nada extraño en las distintas culturas indígenas, además se le asociaba una mascota serpiente que en su estómago llevaba el agua del cielo.
Finalmente, Cihuacóatl o Ciuhcóatl, también de la mitología mexica, es la recolectora de almas que, de igual modo, es considerada la protectora de las mujeres fallecidas al dar a luz. También era llamada Quilaztli, Yaocíhuatl (mujer guerrera y amante de los guerreros), Tonantzin (nuestra madre) y Huitzilnicuatec (cabeza de colibrí). Se le relaciona con las tribus del norte. Es descrita como una mujer madura con la cara pintada mitad en rojo y mitad en negro, en la cabeza lleva una corona de plumas de águila, vestida con una blusa roja y una falda blanca con caracolillos. En la mano derecha lleva un instrumento para tejer y en la mano izquierda un escudo que hace juego con su corona. De acuerdo con la mitología azteca esta entidad guerrera le dio la victoria sobre sus enemigos.
De igual forma, la leyenda se anexa con la creencia nahua del nahualismo. Entre los grupos indígenas, se denomina nahualismo a la práctica o capacidad de algunas personas para transformarse en animales, elementos de la naturaleza o realizar actos de brujería. Aunque dicha creencia en realidad se ha establecido por los españoles y la Iglesia católica al manipular las creencias de las tierras indígenas en México y en algunos países de Centroamérica; y esto de la fusión del nahualismo con la leyenda de la Siguanaba está más reflejada en Nicaragua, que se cree es una bruja que puede ser una siguanaba gracias a la brujería.
A la llegada de los conquistadores españoles, la leyenda de este ser tuvo un inicio con leyendas europeas sobre mujeres que seducen a los hombres. En la mitología europea también se pueden apreciar mujeres de singular belleza las cuales pierden o matan a los hombres, tal es el caso de las Lamias y las Empusas, que son entidades que aparecen en muchas culturas europeas como espíritus o seres diabólicos que se aparecen a los hombres bajo la forma de mujeres hermosas. Estas mujeres atraen a los hombres y cuando están cerca se convierten en bestias abominables que los matan devorándolos o chupándoles la sangre. En algunos relatos, sobre todo en la península ibérica, cuentan que a estos seres se les encuentra peinándose el pelo con un peine de oro en los ríos, lagunas y fuentes de agua. Otro mito con el que se le añadió al sincretismo fue la leyenda de "Las Lavanderas", espíritus del folclore celta y gallego que se aparecen en toda la península como mujeres hermosas que lavan ropa en los ríos, que atraen a los hombres para luego matarlos. Asimismo, se le añade un pasaje de la Biblia donde se relacionaba a la mujer con el agua para crear la leyenda.
También se dice o se afirma que los españoles crearon la leyenda de la Siguanaba para ejercer el control en las zonas indígenas y mestizas. Asimismo, también se cree que los españoles pudieron haber inventado la leyenda para eliminar el mal comportamiento del hombre; e incluso se dice que pudo haberse originado de cuentos donde mezclan a humanos con los animales. A esta transformación antropomórfica de la leyenda de la Siguanaba (como mujer con cara de caballo) se debe a la impresión de los indígenas por la llegada del caballo a América.
De igual forma, según Celso Lara Figueroa, la leyenda es claramente de origen ibérico, ya que está inspirada en la tradición judeocristiana importada de Europa:

“El carácter colonial del origen de la leyenda está sustentado en la metamorfosis de humano en animal [mientras] la fisionomía de equino, cuya introducción […] es debida a los conquistadores españoles, y la temática de la represión de la sexualidad son claramente de origen ibérico, inspiradas […] en la tradición judeocristiana imporatada de Europa”.

Estas creencias se fusionaron, mezclando a las deidades prehispánicas con las entidades europeas. Por otro lado, la antropóloga salvadoreña Concepción Clará de Guevara advierte que, si bien su nombre es de origen prehispánico, no hay registros de un posible origen entre los antiguos originarios de América y que por lo tanto la leyenda pudo ser extraída por los españoles al continente americano.
Igualmente, usaron a las diosas huastecas para crear nuevos mitos y leyendas como por ejemplo la Siguanaba. Debido a esto, la Siguanaba vendría siendo la mezcla de estas creencias (leyenda mestiza), como el cuerpo perfecto de diosa para atraer a los hombres (con antecedente de las deidades prehispánicas), el peine de oro y su hábito de aparecer por los ríos (herencia de las lamias europeas), el aspecto de anciana —según las versiones hondureñas y salvadoreñas–, el lavar ropa (de las lavanderas) y el perder niños (de las Cihuateteo y la diosa Cihuacóatl). Y también es por eso que se le asocia tanto con la leyenda de la Llorona.[cita requerida]
A la llegada del cristianismo, el origen de la leyenda dio la variante que en realidad se trata de una manifestación demoníaca, pues se debe que cuando llegaron los españoles a América y vieron que adoraban a sus dioses, pensaron que estaba adorando al diablo. El origen demoníaco de este ser indica que es una cría de Lilith (conocidos como los lilims) que sale de los infiernos y ronda por todo Latinoamérica, o que es el diablo, Baphomet u Orobas.

## Descripción del espectro

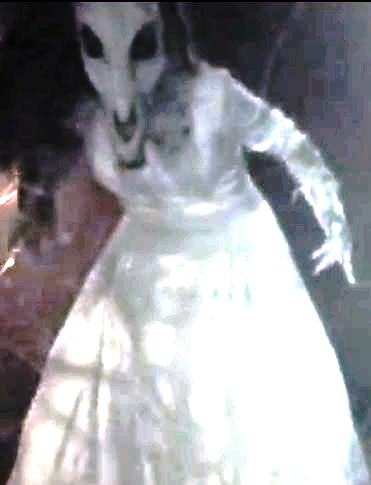
En la tradición popular y en general, la Siguanaba es descrita como un monstruo con la cabeza de
un caballo. En la imagen, foto realista de la Siguanaba.

Según los relatos populares, la Siguanaba se aparece como una atractiva mujer desnuda o vestida con un camisón blanco translúcido, casi siempre de espaldas a su víctima. Se la ve usualmente bañándose en tanques públicos, pilas, ríos u otras fuentes de agua artificiales o naturales, aunque también puede estar lavando ropa. Suele seducir a los hombres que salen a la calle durante las noches oscuras y sin luna, la siguen, ella los lleva al "monte" o bosques para finalmente hacerlos caer de algún precipicio "siguan=barranco", de allí el nombre.
En México y Guatemala, la Siguanaba se presenta como una hermosa mujer de pelo largo y muestra su rostro hasta en el último momento, cuando se revela que es el de un caballo, un cráneo humano, un perro o hasta un cerdo (dependiendo de la versión o el testimonio). La víctima es generalmente un hombre infiel, quien, si no muere del susto, se vuelve loco. En ocasiones el espectro puede adquirir la apariencia de la novia de un hombre para engañar a este y apartarlo de su camino.
A veces también se les aparece a niños pequeños, ante quienes adopta la apariencia de la mamá para atraerlos. Una vez que la Siguanaba los toca, los niños enloquecen y son conducidos al campo, donde el espectro los abandona a su suerte.
En otras variantes, la Siguanaba no tiene rostro de caballo ni está necesariamente de espaldas, sino que se aparece como una mujer con el rostro cubierto por una larga cabellera. Cuando muestra su cara, se trata en efecto de uno de mujer, pero horrible y desfigurado. El espectro, además, tiene los pechos largos y caídos hasta las rodillas, largas uñas y cabello desaliñado. 
En Nicaragua, en algunas variantes, el espectro toma un aspecto monstruoso y demoníaco: Se le describe como una entidad que tiene las patas de un caballo, a veces con las manos o brazos color rojizo, largas y robustas como las de un caballo, sus dientes son como los granos de mazorca podrida, su cabellera parece ser de maíz y su rostro es el de un caballo descarnado. Tiene una gran fuerza y velocidad asombrosa y atemorizante.
Los resultados de la visión son igualmente trágicos. Se les presenta siempre a hombres infieles.
Cuando un hombre ha caído víctima de la Siguanaba, se suele decir que esta lo ganó o jugó.

## Víctimas
Son siempre hombres, sobre todo los trasnochadores, infieles, mujeriegos, donjuanes o enamorados, aunque también suele espantar a viajeros solitarios que transitan por veredas despobladas. En ocasiones acosa a niños bonitos, usualmente jóvenes de entre 17 y 25 años de edad.
Los lugares más comunes donde puede aparecer son en los riachuelos y veredas solitarias, a la distancia siempre está dando la espalda, aparentando ser una mujer joven y hermosa; pero al acercarse a ella esta se da la vuelta repentinamente, tomando un aspecto monstruoso y demoníaco, se caracteriza por tener los pechos grandes y colgando hasta la altura de sus rodillas.

## Defensa

El uso del machete para formar la Cruz es importante para la defensa de esta espanto.

En regiones fronterizas entre Guatemala, Honduras, y El Salvador se recomienda que la víctima haga la señal de la cruz y muerda su machete cuando vea a la Siguanaba. 
La gente de antes contaba que cuando se iban al monte a traer leña siempre tenían que llevar machete, más los hombres porque como el cerro está encantado y espantan, entonces no solo para cortar palos sirve el machete sino también para alejar  a los espantos… Cuando les aparecía la llorona o la siguamonta, tenían que sacar el machete y morderlo y ponerse a rezar para que ese espíritu se fuera.
Viendo en función de proporciones un machete con relación al cuerpo humano, al momento de morderlo, podría formarse una cruz, elemento representativo del cristianismo, utilizado muchas veces para invocar la protección divina. Esto puede estar relacionado de algún de cierta manera con el hecho de morder tres veces, golpear tres veces el suelo, o pasar tres veces el machete entre las piernas ya que esto hace recordar el dogma de la Santísima Trinidad del cristianismo.
De este modo, con la señal cristiana se aleja al espectro y con la mordida del arma se aleja el miedo causado por la visión. Otra forma de protegerse es gritándole o diciéndole: “María patas de gallina”. Asimismo, también se puede decirle “María” tres veces en forma de oración, ya que a la Siguanaba no le gusta que le llamen o digan María.
También dicen que hay que regarle sal y decir una oración para que se vaya.

El machete se usa para formar una Cruz para vencer a La Siguanaba.

En Costa Rica y Nicaragua, la manera de huir, escapar o protegerse de ella es ponerle o mostrarles semillas de mostaza, a la Siguanaba le gusta mucho las semillas de mostaza; al llegarle el olor, esta deja de perseguir a su víctima y pretende comer las semillas, pero al estar transformada le sería imposible recogerlos, y vomita su alma al no poder hacerlo; así la víctima está salvada.

## Etimología
El origen del vocablo es del idioma maya K'iche', En algunas partes de México, por ejemplo, la Siguanaba tiene un correlato conocido como Macihuatli, una palabra compuesta del idioma náhuatl que contiene los términos cihuatl ('mujer') cihuatl /si.waːt͡ɬ/ y matlatl ('red', 'trampa'), de manera que el nombre alude a la forma femenina del espectro y a su calidad de «cazadora de hombres». Por ende, los nombres Cigua y Cegua con que se conoce al espectro en Honduras y Costa Rica, respectivamente, también tendrían su origen en el étimo cihuatl, por lo que sencillamente significarían 'mujer'.
Adrián Recinos, historiador y folclorista guatemalteco, le atribuyó a la palabra Siguanaba dos posibles orígenes: uno, que proviene de algún idioma maya guatemalteco no identificado en el cual significaría 'mujer desnuda'; y el otro, que proviene del náhuatl ciuanauac o ciguanauac, que se traduciría como 'amante', 'concubina' y similares.
La etimología popular guatemalteca suele ligar el origen del nombre Siguanaba y Cegua al de tziguán, palabra del idioma k'iche' que significa 'barranco', 'despeñadero', 'precipicio' y sinónimos. De ese modo, se afirma que el nombre se compone de dicho término, así como de waná, término de origen no especificado que significaría 'hermana'; y de b'a, también de origen no especificado que se traduciría como 'espectro'. Otra explicación atribuye el origen del nombre a un compuesto entre los términos nahuas cihuatl, 'mujer', y nahual, espíritu animal capaz de cambiar de forma. Asimismo, en El Salvador se cree que el término «siguanaba» tiene su equivalente en siwanawal, compuesto del nahuat de dicho país, de siwat y nawal. No obstante, académicos como Recinos y Roberto Paz y Paz desestiman estas etimologías.

## Variaciones regionales

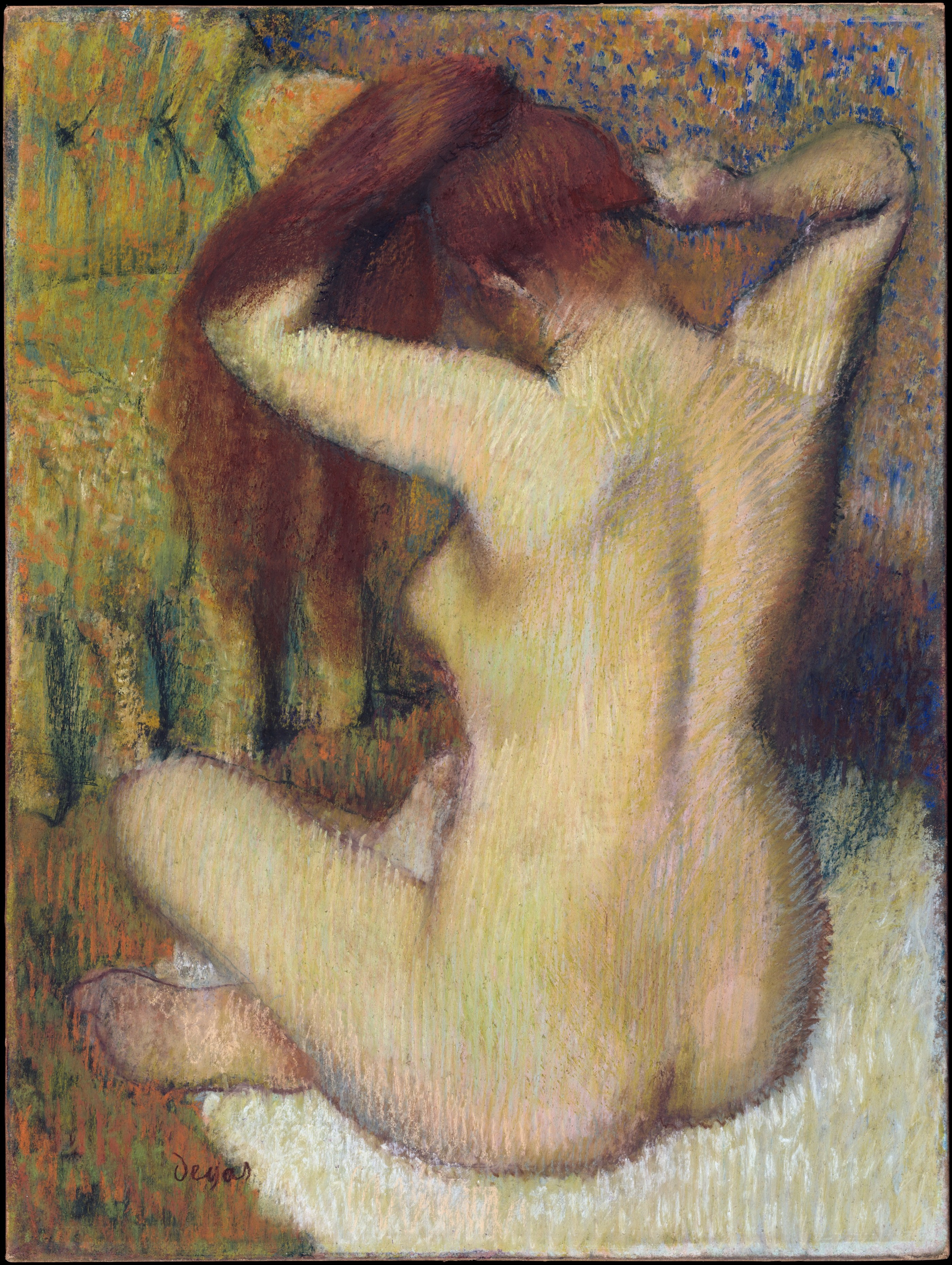
Acorde con la mayoría de versiones, a veces la Siguanaba se aparece como una mujer blanca desnuda peinándose a la orilla de un río.

Si bien el espectro es en esencia el mismo, su nombre varía de país a país (aunque sea solo en su escritura). De esa manera, en Guatemala se la conoce como Siguanaba o Siguamonta; en El Salvador, como Ciguanaba; en Honduras, como Cigua o Sucia; y en Costa Rica y Nicaragua, como Cegua. En México se la denomina como la Matlacihua o Matlazihua. Su aparición y los resultados de esta son, sin embargo, similares de una nación a otra.

### España
En otras latitudes y culturas, no conectadas entre sí, el tema también aparece. Por ejemplo, se encuentra en España una variante original. Las Lavanderas, especialmente en la provincia de Asturias, constituyen una especie de seres sobrenaturales, ‘fantasmas que casi siempre llevan a la muerte’. Son seres difusos que lavan ropa a orillas de los ríos en las noches sin luna. El espectro de la Lavandera suele ser descrita como una anciana de pelo blanco y vestida de negro.
Las Lavanderas se describen en muchas historias muy populares por toda la península como mujeres de avanzada edad de rostro arrugado y largos cabellos blancos que habitan en cuevas a lo largo de los ríos o cercanas a los estanques o pozos. Se dice que solo salen cuando aún no ha amanecido o está a punto de anochecer y que lavan su ropa en las orillas o se pasan largas horas en la noche sacando agua de los pozos, con grandes cubos de madera donde laban ropa muy pequeña, como si se tratase de ropa de niños, actividad que les da nombre.
También hay versiones en la que se dice que adquiere la forma de una mujer hermosa ante los hombres, pero al acercarse los hombres a ella, se convierte en monstruo para luego matarlos, o bien los podría atraer con melodías que hipnotizan.

### Costa Rica
En Costa Rica, a la Siguanaba se le conoce con el nombre de Cegua (también llamada Segua o Tzegua), en donde el espectro (coloquialmente, espanto) se caracteriza porque su cara es la de un caballo muerto en estado de descomposición. En este país, la Cegua es un mito presente más que todo en el ámbito rural. Aunque sus acciones son eminentemente las mismas que en el resto de México y Centroamérica (sobre todo en lo relacionado con su hábito de bañarse por la noche), la Cegua presenta la peculiaridad de que a veces también se aparece entre manadas de caballos, montada en uno de estos, con lo cual siembra el pánico. Otras versiones populares cuentan que la Cegua se aparece por los caminos como una hermosa mujer ante los mujeriegos o borrachos, a quienes piden que la lleven a su caballo (automóvil o motocicleta, según las versiones más modernas). Es descrita como una joven muy linda, blanca (o morena, según la versión), de rostro ovalado, ojos negros y grandes, largo pelo rizado de color negro y boca preciosa, con labios rojos como sangre, con una voz divina que arrulla como canto de sirena, y de cuerpo con curvas pronunciadas, esbelto y tentador. Va vestida de negro completo o de blanco y en algunas ocasiones, con un vaporoso vestido de color rosado, y en otra versiones, con un lujoso vestido de época. 
Cuenta la leyenda que ningún hombre puede resistirse a tan hermoso cuerpo y dulce ruego, lo que hace que la suban. Una vez subiendo a la mujer, después de un rato de calbalgar, esta se transforma en un monstruo con cabeza similar al de caballo. La Cegua aparece también a aquellos hombres mujeriegos que andan a altas horas de la noche en la calle, ella se les aparece y con su dulzura le hace creer que es una nueva conquista pero en un momento dado muestra su rostro de caballo. Otra versión importante es que la Cegua también puede aparecerse en la forma de un niño que llora desconsoladamente a la vera del camino o cerca de un río, y cuando el jinete lo levanta y lo sube al caballo para calmarlo, se transforma en el monstruo con cara de caballo. Sobre el origen del personaje en el territorio tico, se cree o creía que la Cegua era una joven libertina que había sido maldecida por su madre cuando la chica había intentado pegarle, al negarle esta el permiso para ir a una fiesta. Otros más también afirman que se trata de una manifestación demoníaca, como la del Diablo.
En la provincia de Guanacaste, también en Costa Rica, la Cegua, además de aparecerse a los hombres en los caminos, también podría aparecerse en los bailes y fiestas de los pueblos, en donde coquetea con cuanto hombre se le acerca. Aquel que logra conquistarla, la acompaña al descampado de la pampa guanacasteca, y bajo un frondoso árbol de guanacaste, entregarse a sus amoríos, hasta que bien avanzada la noche, cuando el hombre por fin intenta besarla, ocurre la metamorfosis.

### Nicaragua
En Nicaragua, también se le conoce como la Cegua, Ceguanaba o Ceguanagua. En este país, la Cegua también está más presente en el ámbito rural y sus acciones son las mismas que en otros países; generalmente se cuenta que se trata de una bruja traicionada por su pareja y, por ello, está en busca de venganza en contra
de los hombres mujeriegos y trasnochadores, por lo cual haría un pacto con el diablo en un maizal, donde haría un ritual para vomitar su alma y empezar su transformación, transformando primero su cara en la de una yegua esquelética. Seguido de eso, el resto de su cuerpo se transforma: sus piernas se vuelven tan largas y robustas como las patas traseras de un caballo, sus pies se hacen más grandes y lo mismo ocurre con sus brazos, dándole a ella una gran fuerza física y velocidad, que le asegurarán no dejar escapar a su víctima. No obstante, otras versiones menos conocidas afirman que se trata de un súcubo venido del infierno o también de la diosa del maíz, por lo cual es un espíritu brutalmente demoníaco; que anuncia su presencia con silbidos hondos o carcajadas diabólicas. 
Sea como sea, se dice que la Cegua o Siguanaba camina por los campos en busca de mujeriegos y trasnochadores para castigarlos. Cuando el jinete o trasnochador no es precavido, la Cegua primero lo emboscaría, jugando con él, para luego atormentarlo pero sin matarlo inmediatamente. El espectro se apodera del hombre y le muerde la mejilla para marcarlo como un adúltero, dejarlo loco y muerto del susto. De los que quedaban vivos, quedan en un estado de idiotez o inútiles para toda la vida. De ahí, deriva el dicho popular nicaragüense: "Anda jugado de Cegua" (utilizado muchas veces como insulto, equivalente a decir "tonto", "idiota" o "inútil"). También es frecuente mencionar en las historias sólo a una, sino a varias ceguas que incluso pueden cooperar entre ellas para atrapar a su víctima. Otras versiones figuran al espanto mesoamericano como una hermosa muchacha que, al acercarse el hombre, se torna en vieja horrenda.
En el norte del país, asimismo, donde se le conoce como la Sucia, aparece como una mujer fea y vieja, pelo largo y blanco que le llega hasta las rodillas y con las tetas hasta el estómago. Aparece siempre a los 8:00 p. m. en los ríos lavando ropa. Cuando tiene atrapada a su víctima, que son hombres y niños, burlonamente le ofrece una de sus tetas; la aterroriza hasta volverla loca del susto. Y todavía en la actualidad, se dice que la Cegua también se aparece en los árboles de Guanacaste, donde espera algún mujeriego o trasnochador bajo un hermoso velo. Cuando el hombre se acerca, esta se levanta el velo mostrando una horrible cara de calavera en estado de descomposición.

### Panamá
En Panamá, a este ente se le conoce como la Mujer Empollerada.  Al igual que en Costa Rica y Nicaragua, se dice que castiga a los hombres mujeriegos, borrachos e imprudentes que viajan en transporte. Se le describe como una mujer de gran belleza que generalmente está vestida con una pollera tradicional, y muy bien peinada; de ahí su nombre. Suele aparecer siempre en las noches más oscuras. Cuando un hombre la encuentra, ella convencería al varón que la suban a su caballo (o auto, según los relatos más modernos). El hombre, entonces, al voltear a ver lascivamente a la joven, se encuentra con que ha subido a su caballo a un espectro que, donde antes tenía cabeza de mujer, ahora se presenta con el rostro horrible de una calavera humana (o, en la mayoría de versiones, como un esqueleto empollerado). Así asusta al hombre quien queda trastornado del miedo. Existen muchas versiones del origen de este ser. Una cuenta que fue una mujer que se suicidó porque su novio o amante le fue infiel y, por lo tanto, su espíritu vaga en busca de venganza castigando a los mujeriegos y borrachos como lo fue su pareja. Otras versiones afirman que fue una mujer que no fue pudo casar y en ese tiempo así iban vestidas las mujeres en el país para la boda, por lo que busca a un hombre para casarse.

### El Salvador
La leyenda salvadoreña de la Siguanaba cuenta que existió una vez una mujer llamada Sihuehuet, nombre que significa 'mujer vieja'. Sihuehuet era campesina de origen, pero usó sus encantos femeninos (además de brujería) para seducir al príncipe nahua Yeisun, hijo de Taluk, desposarlo y convertirse así en princesa. De esta relación nació un niño al que llamaron Cipit.
No obstante, una vez casada, su marido se fue a pelear una guerra. Sihuehuet, aprovechando la soledad, tuvo amoríos con otros hombres y descuidó la crianza del niño. Sin embargo, la perfidia de la mujer alcanzó su máxima expresión cuando, para hacerse con el poder, convirtió a su esposo Yeisun en un monstruo mediante una poción mágica y reclamó el trono de este para uno de sus amantes.
Yeisun quedó convertido en un gigante de dos cabezas que acosó a los invitados a una fiesta palaciega, pero un guardia se enfrentó a la criatura, la venció y la mató. Taluk, padre de Yeisun, finalmente se enteró de lo que su nuera había hecho, se lo contó al dios Teotl y le pidió ayuda a este. Teotl, por ende, maldijo a Sihuehuet convirtiéndola en la Siguanaba ('mujer horrible'). Ella sería hermosa a primera vista, pero observada de cerca se convertiría en un horrible ser que espantaría a sus víctimas y las haría despeñarse de barrancos alejados de la población. Fue condenada a vagar por el campo y a aparecerse a hombres que viajan solos en horas nocturnas.
Se dice que le se ve de noche a orillas de ríos, lagos y otras fuentes de agua (aunque también cerca de basureros y barrancos), donde se la encuentra lavando ropa y buscando a su hijo, Cipit, a quien Teotl le concedió la juventud eterna como castigo para ella por no haberlo cuidado como toda buena madre.
Otra segunda versión cuenta que fue la diosa de la luna, llamada Sigüet. Esta era la esposa del dios del sol, Tláloc, a quien le fue infiel con el dios Lucero de la mañana, Calaméo. Y tuvo un hijo con él, llamado Cipit. Cuando el dios Tláloc se enteró de la infidelidad de su esposa, despechado, maldijo tanto a ella como a su hijo. Sigüet degradó de ser una deidad a ser un alma en pena que perseguiría a los hombres infames hasta el fin de los tiempos, siendo llamada Siguanaba ('mujer horrible').

### Guatemala
Según algunas versiones, cuentan que la Siguanaba fue una mujer hermosa la cual fue obligada o elegida por un cacique maya 40 años mayor que ella a casarse con él, pero ella lo rechazó por otro hombre (Betún le decían) de su misma edad. El cacique, sintiéndose despechado, en venganza, ahogó en un río a su enamorado y a ella la encerró convirtiéndola en un monstruo. Se dice que ella logró escapar adentrándose en el campo. Desde entonces se dice que se la visto angustiada intentando revivir al que tanto amó.
Otra versión cuenta que ella fue una mujer que sufría de violencia intrafamiliar por parte de su marido, el cual era alcohólico y mujeriego y que una noche, mientras éste salía de una cantina, se la encontró peinándose el pelo y vestida con un camisón blanco. Esto despertó el enojo de su esposo, quien, tomando una gran roca, le pegó varias veces desfigurándole el rostro hasta la muerte. El marido, viendo lo que acaba de hacer, huyó. Mientras que ella regresó como un espíritu vengativo que se encargó de tormentar a su marido hasta morir. Y se dice que todavía su espíritu vaga en busca de venganza en contra de los mujeriegos y borrachos.
La variante guatemalteca del mito dice que a la Siguanaba o Siguamonta generalmente se la encuentra lavándose el pelo con un guacal de oro y peinándoselo con un peine del mismo metal precioso. Se cuenta, asimismo, que vaga por las calles de la ciudad de Guatemala, donde acosa a hombres enamorados. También se le define como es un ser que protege a otras mujeres de hombres abusadores, de hombres que violentan, de hombres que causan diferentes agresiones.
La leyenda de la Siguanaba es más común en la capital, en Antigua Guatemala (capital colonial) y en los departamentos orientales del país, donde el mito goza de más popularidad entre las poblaciones ladinas que entre las indígenas. En dichas áreas, la apariencia más común del espectro es la que lo describe con cara de caballo. Se les aparece a hombres infieles a modo de castigo.
En San Juan Comalapa existe una versión kaqchikel de la Siguanaba que describe esta como una mujer de enormes ojos brillantes y pezuñas en vez de manos. Lleva un vestido igual de brillante que sus ojos, luce una larga cabellera y espanta en el tiradero de basura local tanto a niños desobedientes como a maridos borrachos.
En Jutiapa, en los poblados cercanos al lago de Güija, la leyenda describe al espectro como uno que puede tomar muchas formas, aunque la más común es la de una delgada y atractiva mujer de larga cabellera que se baña en las riberas del río Ostúa, lo que no impide que también se aparezca cerca de otras fuentes de agua o incluso en caminos solitarios. A los lujuriosos se les presenta simplemente como una mujer hermosa, mientras que para los enamorados adquiere la apariencia de la amada. En San Juan La Isla, por ejemplo, se cuenta la historia de un hombre que fue a encontrarse con su esposa, que venía a caballo de El Salvador. Dice el relato que, luego de un buen rato de cabalgar el marido a la par de su mujer, esta de pronto se bajó del caballo y reveló que era la Siguanaba. También se cuenta que el espanto se aparece en las noches de luna a jinetes que transitan por caminos desolados, a quienes pide que la lleven en sus caballos. Cuando un jinete accede a llevarla, después de un buen rato de cabalgar, la Siguanaba muestra sus uñas, que son unas horribles garras, y su rostro, que es el de un caballo. La visión causa que los incautos jinetes mueran de pánico. Los pocos que logran huir se extravían en el campo.
También, al igual que en la variante nicaragüense, se dice que la Siguanaba no es un solo ser, sino que también existen varias y no faltan historias de hombres ancianos que afirmen que en su juventud había atrapado a una y la hicieran prisionera.
Hay también otra leyenda sobre el espíritu de un pájaro que también se le llama Siguamonta, el cual es un ente que persigue a los niños pequeños que juegan a altas horas de noches. A estos, los agarra con las patas o garras para llevarlos a un barranco, donde los mata al arrogarlos. Es importante descartar que no hay que confundir a ambos espectros.

### México
En México la leyenda de la Siguanaba es bastante popular y claramente está presente en casi todo el país, mayormente en la región mesoamericana (o en estados como Nuevo León, Nayarit, Oaxaca, Jalisco, Durango, Aguascalientes, San Luis Potosí o en la capital), recibiendo diversos nombres dependiendo de la región, estado o ciudad en donde se manifiesta. Por ejemplo, algunos la conocen como Macihuatli, otros Matlazihua, X'tabay o X'tabal. En Morelos es conocida como la Cihuatlaco. Pero es más conocida como la "Mujer cara de caballo".  E incluso algunos la relacionan con la Llorona.
Existen múltiples testimonios y relatos sobre este espanto. Todos tienen en común que sólo se deja ver por la noche por caminos o lugares solitarios, mostrándose a hombres trasnochadores, fiesteros, mujeriegos o borrachos, o todo eso al mismo tiempo. Se deja ver como una mujer de cuerpo atractivo, muy bien formado, siempre de espaldas o alejándose, con la cara cubierta totalmente ya sea por su cabello o por un gran velo... Invariablemente, la víctima se siente fascinado y atraído por la bella mujer, a la cual decide seguir o acercarse a ella llenándola de piropos e insinuaciones de todo tipo, color e intención...
Ella siempre hace caso omiso y trata de ocultar aún más su rostro lo cual siempre provoca la insistencia de la víctima, hasta hacer voltear a la mujer llevándose el susto de su vida, pues la mujer tiene una cabeza de caballo y los ojos rojos que lo miran fijamente. A veces pronuncia frases como "¿aún te parezco bella?" o "a mi también me gustas mucho". La víctima da un alarido de terror y huye de ahí lo más rápido que sus piernas le permiten, ya sin los efectos del alcohol; y jurando nunca más beber... Aunque hay casos en los que la víctima queda "tocada" y muere poco después pese a los intentos de la familia de "llevarlo a limpiar" o "curarlo de espantos". Como puedes ver, esta aparición cumple un papel aleccionador que trae una consecuencia para un comportamiento específico, no es como la famosísima llorona que provoca terror a quien quiera que tenga la desgracia de toparse con ella o escuchar su famoso alarido, no importando el género, edad o cualquier otra característica. La Siguanaba, o la mujer con cara de caballo, es un ente que se encarga de cumplir con él, o sino, de las clásicas recomendaciones de la abuela o la madre a los jóvenes varones: "no salgas a deshoras y pórtate bien".
Cabe mencionar que a veces la cabeza de ella varía, no solo puede ser la de un caballo, sino que también puede ser la de un perro, un cerdo, un rostro de anciana, una calavera o un rostro desfigurado y sangriento. Igualmente, la cabeza de caballo también varía, puede ser la de un caballo común, una calavera de caballo, puede ser putrefacta, puede ser una cara con carne podrida o una cara de caballo con piel.
En Nayarit, donde se le conoce como la Siguanaba (Enriqueta, en Pozo de Ibarra), existe una versión similar a la versión salvadoreña. Según la versión nayarita, fue una mujer o una diosa de la luna que era esposa del dios Tláloc, con quien tuvo un hijo, al cual trataba mal, lo abandonó y le fue infiel a su esposo, quien, tras descubrir sus malas acciones, la maldijo llamándola Sihuanaba, que significa 'mujer horrible'. Al convertirse en una criatura maldita, fue condenada a vagar por el campo, apareciéndose a los hombres como una mujer hermosa y para cuando estos se acercaran revelaría una espantosa cara de caballo. Siempre se le ha visto con mayor frecuencia en carreteras, ríos, campos y en otros lugares. Sus víctimas son principalmente infieles, a quienes atrae para volverlos locos o matarlos. También, al igual que en Guatemala, se le aparece a niños pequeños a quienes atrae tomando la forma de la madre de estos, por lo cual los atrae a los campos o los bosques para perderlos y dejarlos abandonados a su suerte.
En la ciudad de Torreón–Coahuila, este terrible espectro que espanta a los hombres sería en realidad una mujer que recibió una maldición o fue víctima de brujería, magia negra o un ritual satánico, por eso sería un ser maligno o una entidad demoníaca que busca "venganza". Básicamente, el origen del espectro en la ciudad habla acerca de una mujer que fue secuestrada por brujos o santeros, utilizándola como experimento, quienes intercambiaron su rostro por el de un caballo real en medio de un ritual.
A partir de ese día, el fantasma demoníaco de aquella mujer vaga por las calles solitarias buscando hombres que se encuentren hundidos en caldo etílico, también violadores y trasnochadores. Ellos son atraídos  por  esa figura exuberante y cadenciosa, la persiguen, la hostigan y finalmente la alcanzan. La mujer descubre su rostro, una cara desfigurada y podrida de caballo.
En Nuevo León cuentan que se le ve por las carreteras de noche para castigar a los machistas, parranderos, mujeriegos, lujuriosos o a cualquier hombre que ande en malos pasos para darle muerte. Asimismo, se dice que ocasiona accidentes.
Otra versión cuenta que fue una hermosa joven que recibió una maldición, convirtiéndola en este ser. Condenada a estar con su cuerpo de mujer y su cabeza de caballo. La joven sería normal pero cuando se le acercaran se transformaría su cara en el de un caballo y todos huyeran del susto, así nunca encontraría el verdadero amor y estuviera sola para siempre.
En Ciudad de México, según los mexicas, la Macihuatli fue la deidad de la luna llamada Metztli, quien pena la traición de su esposo Tláloc. Otras versiones apuntan que fue una mujer de pésimo comportamiento, razón por la que fue maldecida por el propio esposo o por su suegro a vagar como un fantasma caza hombres. En la actualidad, en algunas versiones, es descrita como una mujer con cráneo semejante al de un caballo y con patas de caballo, la cual es hermosa a primera vista, pero de cerca es un ser monstruoso. En las leyendas coloniales esta asustaba al trasnochador, al violador o la mujer que anduviera en malos pasos llevándolos a barrancos para luego darle muerte. Inclusive, existe la historia de un supuesto encuentro de Hernán Cortés con esta creatura.
En el estado de Puebla, se le conoce como la Andalona, donde se le describe como un espectro que tiene múltiples formas; se dice que seduce a los hombres que andan de parranda por los montes con el fin de volverlos locos o matarlos. Unos dicen que viste de blanco, tiene patas de gallina y que flota en el aire.
En el estado de Guerrero, se le conoce como la Chaneca, donde se dice que esta es fruto de una relación entre una mujer común y un chaneque. A ella le fue concedida la oportunidad de conocer el mundo exterior. Al igual que su padre, era muy enamorada pero los hombres la rechazaban. Por esa razón, decide vengarse de los hombres seduciéndolos para luego matarlos.
En Oaxaca, donde se le conoce como la Matlazihua o Bandolera (o María Sánchez, en el municipio de Santo Domingo Tomaltepec), se le asocia con la divinidad "zapoteca" de la muerte, conocida antiguamente como Mictecacihuatl, esposa de Mictlantecuhtli, el señor de los muertos. Aunque hay otra versión que indica que es el alma en pena de una mujer cruel y asesina, que en castigo está condenada a permanecer en la tierra. Es un espectro que se dedica a castigar los malos actos o pecados de la gente, pero generalmente se le aparece a los hombres (que serían los borrachos, mujeriegos, fiesteros, machistas o a los que abandonan a sus familias). Se les aparece como una mujer hermosa y atractiva, de raza mestiza y vestida de blanco, que a través de sus encantos y un hechizo se hace seguir por sus víctimas hasta llegar a un despeñadero y cuando se le acercan ella revela su rostro de caballo (o calavera humana, según otras versiones; aunque también la mayoría de veces nunca se le ve la cara), haciendo que estos caigan por dicho lugar y en las espinas de un huizache para que mueran desangrados, aunque hay veces en que la víctima sobrevive, despierta entre las espinas, adolorida y sin recordar nada de lo sucedido. De ahí, cuando un hombre desaparece sin explicación alguna, se origina la expresión "Se lo llevó la Matlazihua". Hay otras versiones que dicen que la Matlazihua se baña o peina en los ríos de Oaxaca y quien invade su espacio o tome su peine sufre las consecuencias. En otras versiones, al igual que las versiones guatemaltecas y nicaragüenses, se afirma que ella no es un solo ser, sino que existen varias que incluso cooperan entre ellas para asustar a su víctima, se comunican entre ellas con silbidos y dejan atontados a los hombres.
En Durango es conocida como la Caballona, donde también se le aparece a los hombres de comportamiento pecaminoso. Aquí los devora o les advierte. En el estado de Jalisco es descrita generalmente como una mujer vestido enteramente de negro, y también se le aparece a los enamorados y borrachos.

La Siguanaba en la vida real, captada en Jalisco.

En Aguascalientes, dentro de la ciudad de Calvillo, se cree que la mujer cara de caballo fue una bella mujer que le era infiel con muchos pretendientes (o con su amante, según otras versiones). Un cierto día, el marido la descubrió haciendo unas de sus infidelidades con su amante, al cual mató en medio un ataque de celos. A ella, en tanto, la amarró las manos con una cuerda y, sosteniéndola junto a un caballo, la arrastró por todo el camino mientras galopaba. Esto hizo que la pobre mujer estuviera gravemente herida y su rostro se desfiguró de manera tal que parecía tener aspecto de caballo. Las heridas fueron tan graves que terminó muriendo. Desde entonces se dice que, por las noches, se puede ver caminar a una atractiva mujer que seduce a los hombres de mal comportamiento (en especial a los hombres infieles), a modo de castigo; para luego asustarlos tras revelar su cara de caballo. En la plaza de la ciudad, hay un monumento de la Mujer Cara de Caballo, del cual muchos de los habitantes desconocen la leyenda y su origen.
En el sureste de la república la llaman la Xtabay o Xtabal, que es, según la leyenda maya, un espíritu maligno que habita en las ceibas y seduce a todo aquel que se acerque en algunos de estos árboles. Esta era una diosa maya, dominada como Íxtab, que era la diosa de los ahorcados, esta última premiaba a los suicidas con el cielo pero, con la llegada del cristianismo, ahora es la castigadora de los ya mencionados y una mujer demonio que asusta a los hombres.
Una segunda versión cuenta que fue una princesa maya llamada Suluay, hija del gobernador Halach Huinic, la cual se había enamorado de un joven guerrero y se veían en un árbol de ceiba. Y que era enviada por la nieta de una bruja al ver que el guerrero le correspondía más a la otra que a ella, razón por la cual logra que tome una posición que la terminó matando. Posteriormente, el cuerpo de la princesa queda abandonado en medio del monte. Otras versiones que dicen que aquel guerrero fue cómplice de la joven hechicera quien ayudó a matar Suluay.
Y bien, sea como sea el origen de la Xtabay, se dice que es una mujer que se aparece en los árboles de ceibo, que peina su larga cabellera negra, esperando a que un hombre se le acercara y comenzar a seducirlos, para después revelar su verdadera identidad: de aspecto demoníaco y cara con rasgos de caballo (cara desfigurada o una cara de mujer pálida con ojos amarillos y lengua de serpiente, según otras versiones). A veces los deja ir, los cuales se vuelven locos o, en otras ocasiones, mueren del susto. A veces, se le ve como una castigadora de borrachos, mujeriegos e infieles, a cuales elige porque son más fáciles de engañar y atrapar.
Una versión importante es la versión concana de Querétaro de la Siguanaba, donde se dice que se aparece en un lago, por abajo de un puente, el cual se le conoce como el "Puente del Sapo", ahí se dice que la Siguanaba aparece como una mujer bellísima que se baña desnuda para atraer a los hombres, y siempre da la espalda. Los hombres al acercarse comienzan hablar mientras intentan ver su rostro, muchos se desesperan después de un rato de esperar verle la cara; por lo que muchos la jalan, dejando ver que, aquella mujer que se suponía que tendría una bella cara, tiene una cabeza de caballo que les sonríe malévolamente, por lo que muchos huyen. Y el espíritu demoníaco se queda para continuar su "ritual de conquista". Muchos, por las noches, temen y evitan pasar por ahí por tal que les salga la horroroza aparición y temen que la leyenda sea cierta.
Finalmente, está la versión chiapaneca. En esta última versión, se le conoce como la Nöwayomo, Tisigua o Tishanila. En algunas regiones o lugares es considerado como un espíritu maligno y en otras como un espíritu benigno. Se asegura también que es la esposa del Sombrerón y que la mascota de ambos es el Cadejo (un perro enorme y negro fantasmal). Según la leyenda, la Tisigua se aparece a los hombres que son infieles, parranderos o que tenga falta de moral en la forma de una hermosa mujer, apareciendo por los ríos y cuando estos se acercan ella revela su aspecto horripilante y los mata o los deja ir en medio de la locura y enfermedades (además de un estado de alucinaciones). Muchos de los desafortunados que la han visto cambian para siempre. Muchos de sus familiares notan que ya no comen y ve que, en un rincón o en donde sea, se les ve sentados o parados esperando a la Tisigua o Tishanila. En otras regiones de Chiapas, se cuenta además que la Siguanaba puede aparecer en los caminos pidiendo que los motociclistas la suban y, luego de un rato de andar, se transforma en un monstruo con la cabeza de caballo. En otras regiones se le conoce como la Yegualcíhuatl quien, al igual que la versión maya y oaxaqueña, embruja a los hombres con su hermoso cuerpo, ella siempre los conduce para un barranco y luego empieza a tirarlos al precipicio al hacer que estos caigan por el barranco -conduciéndolos al suicidio-, o también los lleva hacia un pantano para ahí mismo ahogarlos. Se dice que ven que la mujer, en vez de caminar, va flotando por el aire, pero no le dan tanta importancia al querer alcanzarla. Además, también algunos firman que ella y el Cadejo, su mascota, son muy aliados y juntos se encargan de castigar asustando a los hombres de mala vida o hacen todo tipo de maldad. Al tener una víctima en sus manos, esta lo llama con chiflidos para acorralarla y, algunas veces, matarla.

### Honduras

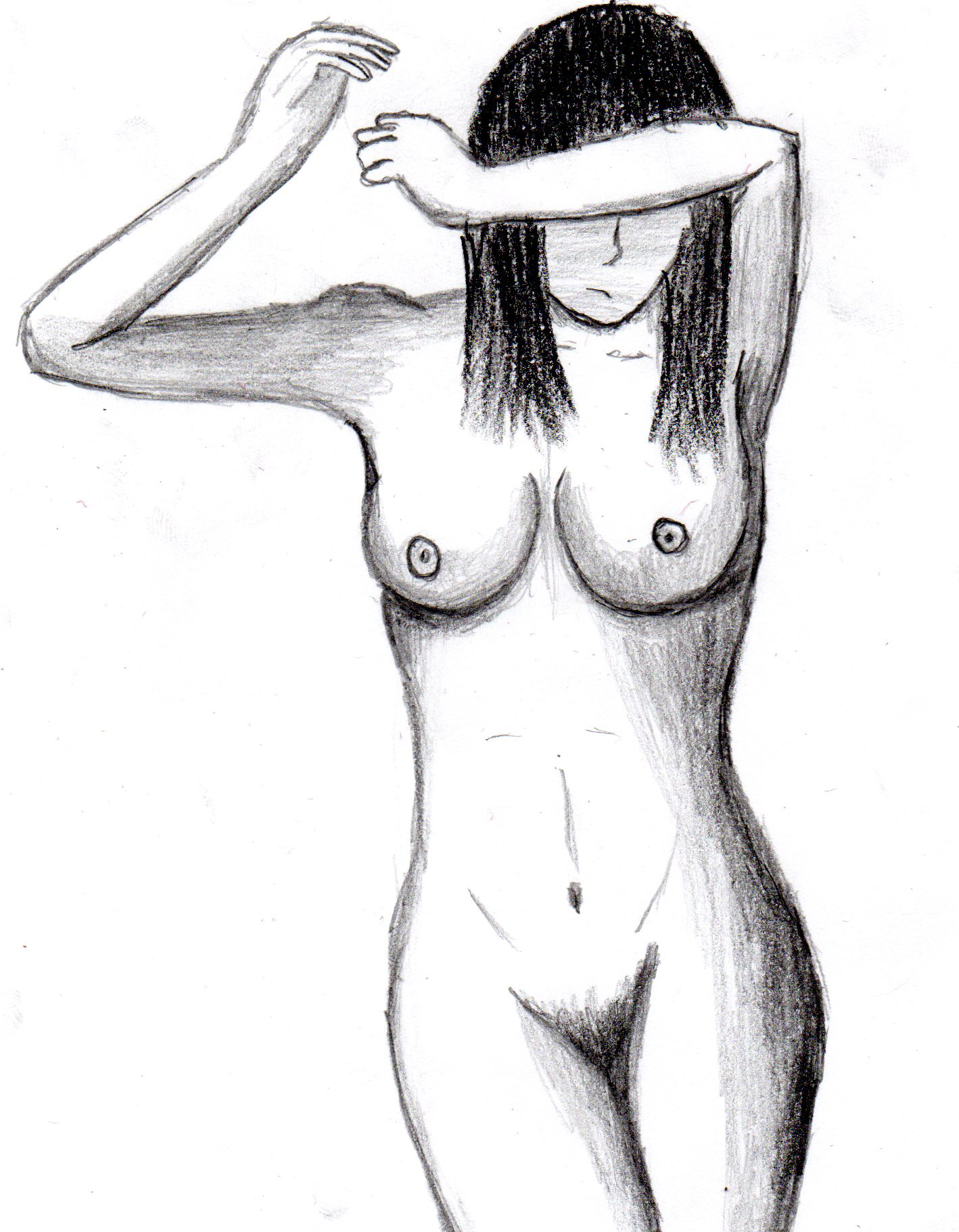
En la versión Hondureña la Siguanaba a veces suele aparecer de noche desnuda o semidesnuda siempre tapándose la cara pero con los pechos al descubierto. Lo cual hace atraer a los Hombres.

En Honduras se le conoce como la Ciguanaba o la Sucia (aunque también recibe los nombres de Siguanabana, Cigua, Chuca, Vieja o Cipota). Según la tradición oral hondureña, la Ciguanaba era una adolescente muy hermosa que vivía con sus padres en la zona rural, a los que siempre ayudaba en los trabajos de la casa, entre ellos lavar la ropa en el río.
Cuando la joven tuvo 15 años, un joven criollo bien trabajador y de familia adinerada que se enamoró profundamente de ella y pronto fue a pedir la mano de esta. Los padres de ella aceptaron de inmediato, pues sabían que era el mejor partido para su hija y se pusieron de acuerdo en la fecha del matrimonio. El día de la boda, estando los novios en el altar, el sacerdote les solicitó que entregaran su fe de bautismo, requisito que ella no pudo cumplir porque no estaba bautizada.

Ante el incumplimiento de este requisito, el cura se negó a realizar el matrimonio, esto a pesar de las súplicas de los familiares que solicitaban que en el mismo acto la bautizara y luego la casara. Al no poder casarse con su amado, la joven entró en una profunda depresión que gradualmente la llevó a la locura. Al verla en ese estado, su novio perdió toda esperanza de casarse con su amada y se olvidó de ella.

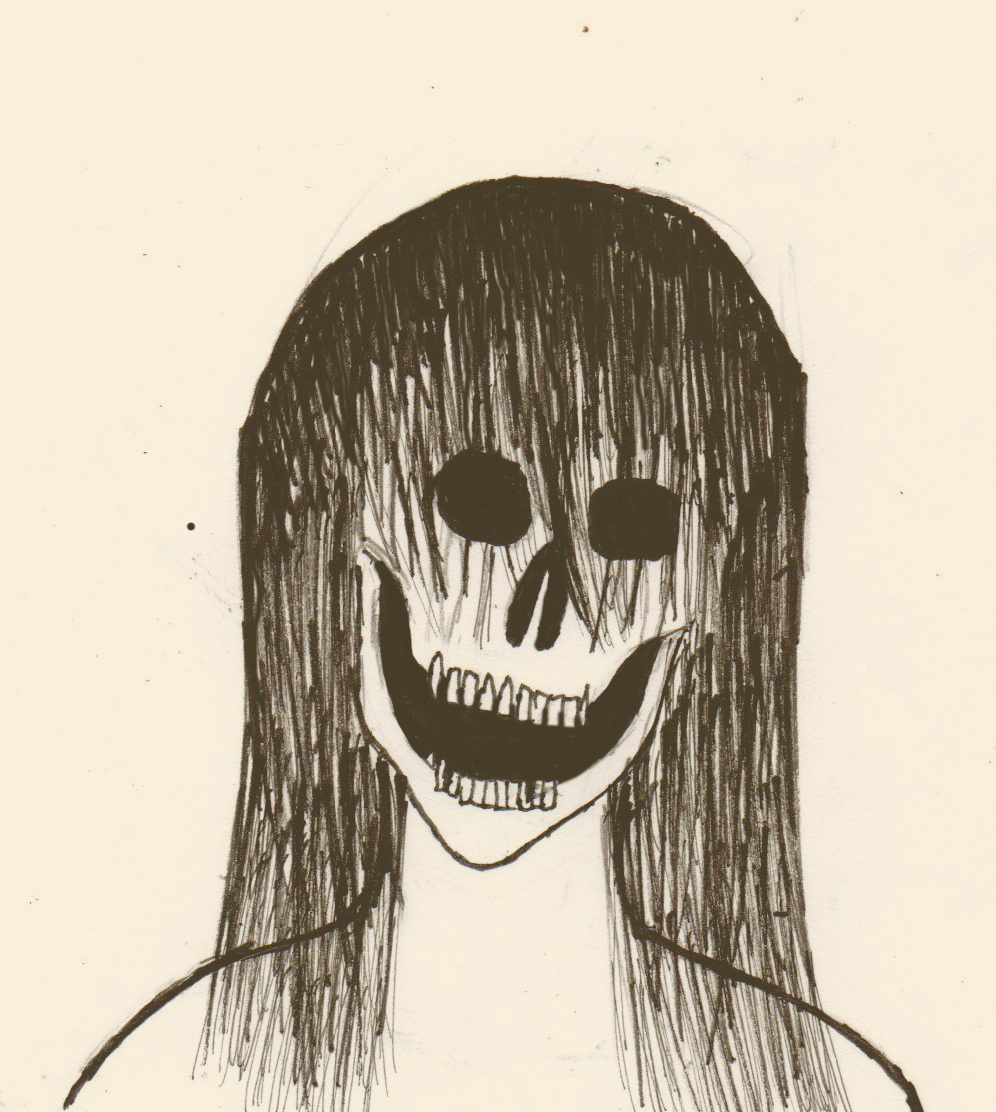
Se dice que una vez esta se aparece a un hombre, este descubre que su cara tiene un aspecto grotesco.

La adolescente, en su profunda tristeza y locura, decidió nunca quitarse su traje de novia, iba y venía a todos lados con él puesto. Un día que estaba en el río lavando la ropa, se enteró de que su amado se iba a casar con otra. La noticia fue el tiro de gracia para ella, el dolor que sintió fue tan grande que en ese mismo momento perdió la poca cordura que le quedaba y enloqueció como si estuviera poseída por algún demonio, salió corriendo dando llantos desgarradores, se paró frente al acantilado y, decido quitarse la vida, saltó al vacío muriendo al instante tras golpearse con las piedras del río. Se dice que desde entonces el espíritu de la muchacha vaga errante en busca de su enamorado. En otras versiones también cuenta que, estando desesperada, se desgarraba la cara, haciendo que se le desfigurara y que al encontrar el cuerpo sin vida de la joven (después de que esta se lanzara al acantilado) miraron que su cara tenía aspecto de caballo.
Se cree que por esta razón se le aparece en los ríos y riachuelos vestida de blanco especialmente a los hombres tunantes que deambulan borrachos por estos sitios, aunque también suele espantar a cualquier persona. Pero, por general, solo se le aparece a los mujeriegos o a los machistas.
Para atraer a los hombres, el espectro se presenta como una mujer hermosa desnuda o se transforma en la figura de la actual pareja o interés amoroso del hombre que por andar borracho corre feliz hacia ella y cuando está cerca se convierte en un espanto horrible que enloquece a todo aquel con solo al verla. Se dice que también se aparece con su pelo hacia enfrente tapándose el rostro y la persona que logre verlo se vuelve loco. También es a menuda confundida con la Llorona. Y no solo se le conoce como la Sucia, sino que también le llaman Cegua en algunos pueblos del norte del país, como en Trujillo, La Ceiba, Puerto Lempira y Omoa. La gente que vive a la orilla del mar asegura que la Cegua se pasea por las playas en las noches de luna en busca de algún enamorado. 
También es llamada la Cigua, aunque este último solo se utiliza en los pueblos y zonas rurales alejados de las ciudades. Otros también afirman que la Ciguanaba era la creación del demonio, puesto a que se presentaba como una hermosa mujer con cuerpo esbelto y tentador.

### Belice
En Belice, sus variaciones son las mismas que en el sureste de México y en Honduras; al igual que en México y Honduras, se le conoce como la Xtabay, la Sucia o Sirena. En este país la leyenda es muy variado y es muy común en San Pedro. Al igual que en el sureste de México, la Xtabay también se aparece en las ceibas en la espera de un hombre, principalmente si es alcohólico, para seducirlo con un cuerpo voluntuoso y luego volverlo loco o matarlo al mostrar después su aparencia demoníaca. No siempre suele aparecerse en las ceibas, sino que también se aparece en las calles, selvas o ríos. Otras versiones también dicen que se les aparece como una mujer hermosa y fuera de las ceibas, pero cuando se le acercan, les muestra su verdadera aparencia como una mujer con cara de vieja horrible, nariz puntiaguda, grandes colmillos, con un vestido blanco y demasiado sucio y unas tetas hasta las rodillas. En otras versiones también dicen que aparenta ser una mujer hermosa pero que siempre les da la espalda y al momento que da la vuelta, muestra que tiene cara de caballo.[cita requerida]
Una leyenda maya sobre este espectro que dice que fue creada por el ser supremo del mal a partir de objetos en el medio ambiente. Cuando estuvo listo para ponerle pelo, sus ojos se posaron en un árbol cercano y usó sus ramas para formar su cabello.

### Colombia
En Colombia también se cuenta la leyenda de la Siguanaba, sobre todo en los llanos, zonas rurales o en la sierra colombiana. En general, la Siguanaba suele asustar a los que no se casan por la iglesia o a los trasnochadores. A estos se les aparece como una mujer hermosa –que en ocasiones va desnuda– que piden que la lleven a sus caballos. Cuando estos acceden a llevarla, se convierte en una mujer horrible con las uñas largas para luego matarlos. Quienes hayan logrado sobrevivir de la demoníaca aparición, obtienen enfermedades como la fiebre, diarrea o le salen piojos y liendres.

### Venezuela
En Venezuela, a esta se le conoce como La Sayona, un espanto que, al igual que en otras partes de México y Centroamérica, se presenta a los hombres infieles en la forma de una mujer hermosa para luego matarlos al mostrar su aterradora apariencia. Existen muchas versiones de encuentros con la Sayona, pero en todas coinciden en un mismo hecho, es decir, siempre termina en matar o castigar a los hombres infieles. En cuanto a su origen, se cuenta que fue una mujer muy celosa que mató a su esposo y madre pensando que éstos tenían un romance. Por ello, su madre la condenó a vagar por Venezuela como un fantasma asusta hombres. En el estado de Margarita, es conocida como la Chinigua, donde cuentan que fue una mujer que jugaba con el corazón de los hombres, razón por la que se le condenó a vagar en este mundo por la eternidad.

### Ecuador
En Ecuador, hay gente que afirma que a la Siguanaba que se le conoce como la "Dama Tapada". La Dama Tapada es una misteriosa y siniestra mujer que únicamente se aparece a hombres que caminan solos por las calles de la ciudad entre las 12 y las 4 de la madrugada. Nunca se supo a ciencia cierta su origen ni de dónde venía, lo único que es una realidad es que aparece a pocos metros y de forma casual frente a los hombres que prendados de su belleza comienzan a seguirla.
Era una mujer de esbelta figura y cautivadoras formas, de andar seductor y elegante, rodeada de un dulcísimo aroma que dejaba al paso y cubierta en el rostro por un velo que, pese al enigma que representaba, dejaba averiguar gran belleza y juventud tras las sedosas telas… Ningún hombre —sea joven o viejo— se le resistía, todos se veían hipnotizados ante la intensa atracción que ejercía aquella mujer, empezando así a seguirla sin importar qué tan tímidos fuesen. Aunque resultaba desconcertante el que la distancia entre el hombre y la enigmática dama siempre se mantenía igual: nadie se alejaba, por más cobarde que fuese, y nadie se le acercaba más allá de cierto punto… De esa forma la Dama Tapada los mantenía hipnotizados por su atracción, haciéndolos seguirla a lo largo de angostos callejones: girando a uno u a otro lado sin perderse, mostrando un conocimiento inusitado de la zona.
La mujer parecía invitar a su perseguidor a que la siguiese con leves giros de cabeza y miradas fugaces, así como una risa juvenil. Tal era el estado de “enamoramiento” de los hombres que la seguían, que no parecían darse cuenta de que nadie más podía verla e incluso las personas que se cruzaban de frente con ella parecían ignorarla.
Finalmente, tras mucho andar la dama se detenía y le decía al caballero: “Ya me ve usted cómo soy… Ahora, si quiere seguirme, siga…”. Entonces se quitaba el velo y por uno o dos segundos, el rostro de la mujer mostraba una deslumbrante belleza griega: finas y delicadas facciones, piel fresca y sonrosada, ojos de cautivadora hermosura y labios de ardiente sensualidad. Pero, tras la breve visión, las sombras oscurecían aquel rostro y la mano de la muerte caía sobre ella, como en acelerada descomposición, reemplazando a la belleza y a la juventud por una horrenda calavera de la que manaba un hedor intolerablemente nauseabundo… Entonces el hombre quedaba paralizado por el espanto, todo tembloroso y con la frente y las manos bañadas por gotas de un sudor frío como la muerte…
Según cuentan quienes lograban verla desaparecer, la dama se desvanecía al llegar a la vieja “casa abandonada de don Javier Matute”.
Como antes se dijo, el origen concreto de la Dama Tapada está en el misterio, aunque dentro de la tradición oral se afirma que ella es el alma en pena de quien en vida fue una hermosa mujer que abusó de sus atributos en el “comercio de la carne”.

### Estados Unidos
En Estados Unidos, también se cuenta la leyenda de la Siguanaba, especialmente en San Antonio (Texas), donde se le conoce como «Donkey Lady». Allí, la historia varía un poco, donde se cuenta que aparece en las carreteras espantando a los viajeros. No obstante, prefiere asustar o atacar a los hombres asesinos o pecadores, a quienes seduce y muestra su cara de burro, les roba el alma y se los lleva al infierno.
La historia de la Siguanaba en este país cuenta que, a mediados del siglo XIX, una familia de colonos habitaba una cabaña a las orillas de la cañada Elm, en lo que finalmente serían los suburbios de San Antonio, Texas. La familia consistía de un hombre, su esposa y dos hijos; que pasaban por muchas carencias al intentar plantar cultivos en el árido suelo del sur de Texas. Un día, el hijo de un adinerado mercante de San Antonio pasó montado a caballo cerca de la propiedad y se encontró con un burro que pastaba a un lado del río. El aburrido joven tomó una rama y comenzó a golpear al burro hasta que el animal se desesperó y le soltó una mordida en el brazo.
Esto hizo enfurecer al chico, que entonces atacó con más saña hasta casi dejar muerto al pobre animal. Cuando ya se encontraba a punto de rematarlo los dueños del burro escucharon los chillidos del animal y corrieron en su ayuda; lanzando una lluvia de rocas al intruso sin saber de quién se trataba.
El joven herido subió a su caballo y se alejó galopando a toda velocidad, gritando que se vengaría de los colonos.
Esa misma noche, un grupo de matones liderados por el mercader y el muchacho volvieron a la cabaña y le prendieron fuego con antorchas; y dispararon con sus rifles para impedir que cualquiera de los habitantes escapara de las llamas. El esposo desesperado ideó un plan: saldría y distraería a los atacantes, comprando el tiempo necesario para que su esposa e hijos pudiesen salir y pidieran ayuda a las autoridades. De cualquier modo su plan falló casi instantáneamente; pues los hombres le dispararon en cuanto asomó la cabeza por la puerta. La casa ardió y los gritos de la mujer y sus hijos al quemarse vivos resonaron a lo largo del río hasta que finalmente se apagaron y del lugar solo quedó un montón de escombros humeantes.
Habiendo obtenido su venganza contra los pobres colonos, el mercader estaba por dar la orden de retirarse cuando súbitamente, una figura maltrecha y envuelta en llamas salió de los restos carbonizados de la casa. La figura maltrecha se acercó tambaleándose al grupo, cegada por el dolor. La esposa del colono había sido quemada al grado en que sus manos quedaron reducidas a muñones negros y la piel de su rostro colgaba deformada por el calor como si fuese el hocico de un burro o un caballo.
Sus ropas también habían sido destruidas, y dejaban ver un cuerpo ennegrecido y marchito que de alguna forma seguía quemándose. El ser lanzó un gemido desgarrador y pasó corriendo de largo frente al grupo para arrojarse a las aguas del río con la intención de ahogar su dolor. El grupo de criminales decidió seguirla para rematarla, pero al llegar al agua no encontraron rastro alguno de la mujer en el río poco profundo.
Desde esa terrible noche, los viajeros que pasan cerca del lugar que hoy se conoce como "el Puente de la Mujer Burro", han reportado ocasionalmente encuentros con el  espectro del mismo nombre; el cual grita y llora debajo del puente y en los bosques cercanos. Algunos inclusive dicen haber sido atacados por una criatura  que salta sobre los autos y araña las ventanas mientras grita que la dejen entrar.
Otros deletreos son: Cihuanaba, Sihuanaba, Ciguanaba, Ciguapa.